# Rukn Al-Din
Rukn Al-Din, son till sultanen Iltutmish. Han usurperade tronen i Delhisultanatet under 7 månader 1236, innan systern Radiyya Begum, den av fadern utpekade tronföljaren, kunde uppstiga på den tron fadern lämnat med döden.

## Galleri

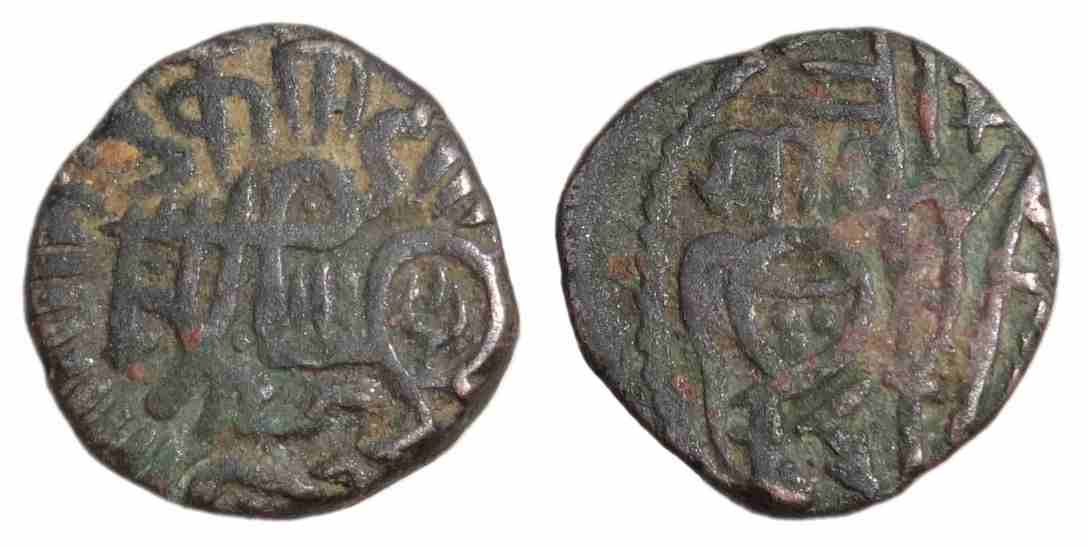
Rukn Al-Din